# ماري جوزيف لاغرانج
ماري جوزيف لاغرانج (بالفرنسية: Marie-Joseph Lagrange)‏ (7 مارس 1855، بورغ أون بريس - 10 مارس 1938، مرسيليا)، وعرف في وقت سابق باسم ألبرت ماري هنري لاغرانج، كان قس كاثوليكي في الرهبنة الدومينيكانية ومؤسس مدرسة الكتاب المقدس في القدس. وهو باحث ذو اهتمامات واسعة النطاق، وهو مؤلف كتاب (Critique textuelle; II, La critique rationnelle) (باريس، 1936)، كتيب مؤثر للنظرية والنصوص النصية فيما يتعلق بالنقد النصي للعهد الجديد. لاغرانج، مثل غيره من العلماء المشاركين في نهضة القرن التاسع عشر للدراسات التوراتية، كان يشتبه في كونه حداثيا.

## مزيد من القراءة
- Jean Guitton, Portrait du père Lagrange, celui qui a réconcilié la science et la foi, Robert Laffont, 1992.
- Bernard Montagnes, Marie-Joseph Lagrange - Une biographie critique, Paris, Cerf, 2004.

## روابط خارجية
- ماري جوزيف لاغرانج على موقع الموسوعة البريطانية (الإنجليزية)

- The Story of Father Marie-Joseph Lagrange: Founder of the Modern Catholic Bible Study
- Marie-Joseph Lagrange on the موسوعة بريتانيكا